# Fontanna Habsburgów w Prudniku
Fontanna Habsburgów w Prudniku – fontanna w północno-wschodnim narożu Rynku w Prudniku, która powstała z inicjatywy burmistrza i rady miejskiej w 1696. Jest to najstarsza fontanna na Śląsku Opolskim.

## Historia

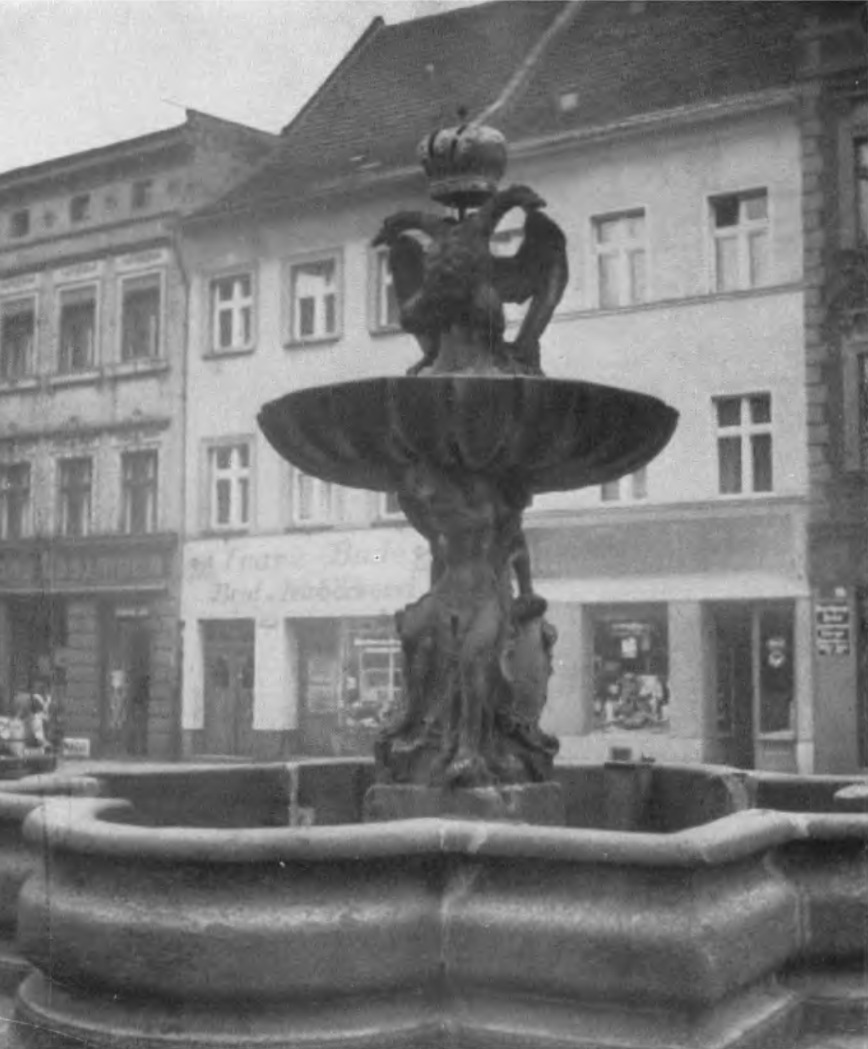
Zdjęcie fontanny z publikacji Kunst in Oberschlesien (1938)

Fontannę ufundowali w okresie przynależności Prudnika do Monarchii Habsburgów burmistrz Abraham Tanner von Lowental, pięciu rajców miejskich: Melchior Wiesner, Augustin Sturm, Friedrich Reichel, Balthasar Schober, Martin Thannheiser oraz notariusz Georg Ludwig Kolbe. Wzniesiona została w 1696 na miejscu średniowiecznej studni. Była połączona z miejską siecią wodociągową. Niemieckojęzyczni mieszkańcy Prudnika nazywali fontannę Wasserkunst, tj. kunszt wodny.
Początkowo nad złotą koroną fontanny znajdował się gołąbek z oliwną gałązką pokoju, z którego dzioba wypływała woda. Podczas remontu w 1853 został zastąpiony wazonem z dwunastoma strumieniami wody.

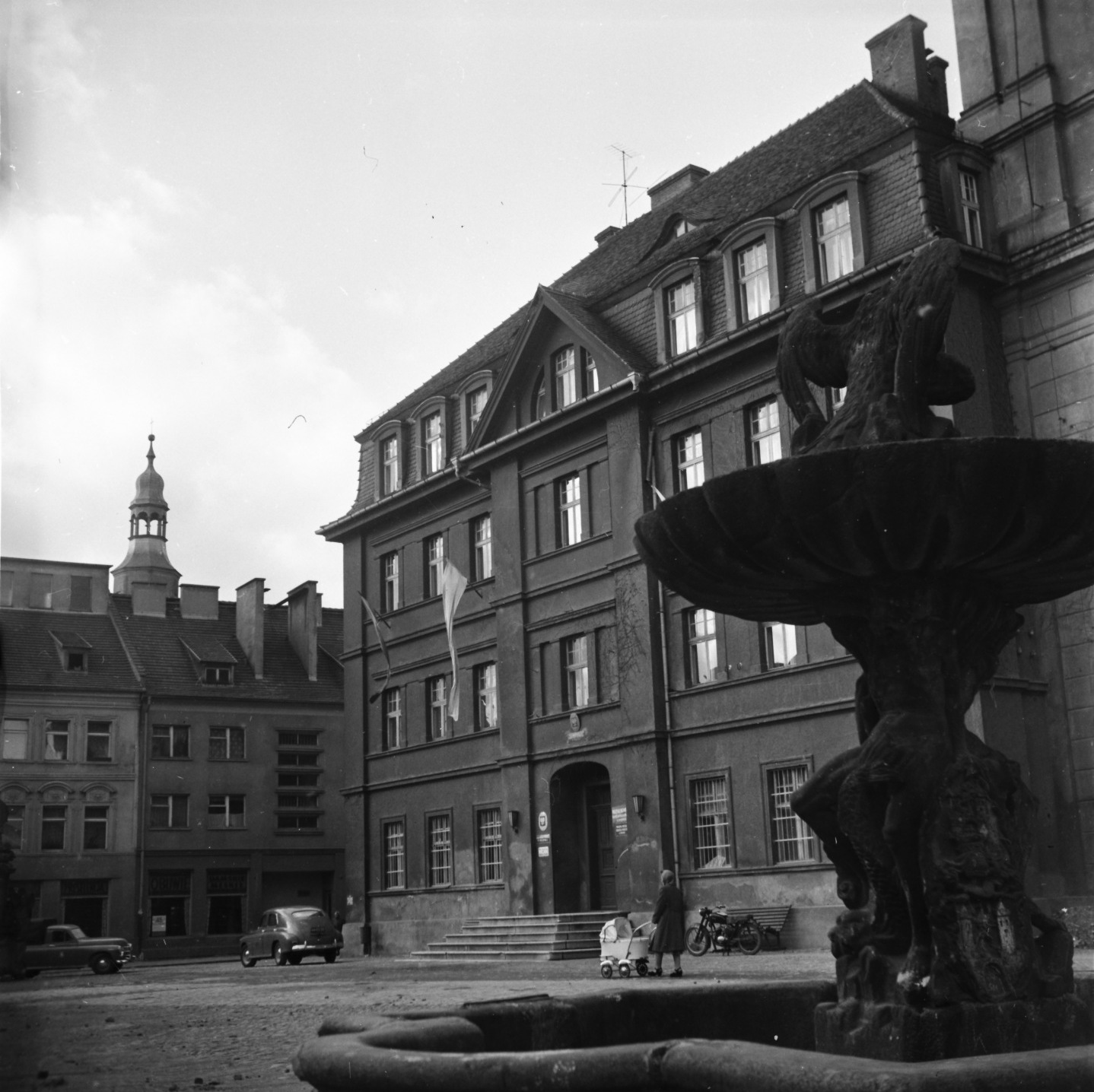
Fontanna pozbawiona korony na zdjęciu z 1961

Po zakończeniu II wojny światowej i przejęciu Prudnika przez administrację polską orzeł fontanny został pozbawiony korony i swoich głów. Następnie korpus orła został przeniesiony na dziedziniec Muzeum Ziemi Prudnickiej. W 1977 przeprowadzono prace konserwatorskie fontanny w zakresie usunięcia wykwitów, nawarstwienia oraz farby olejnej, plombowania ubytków i wzmocnienia kamienia żywicami epoksydowymi. Przeprowadzono także hydrofobizację kamienia i ujednolicono koloryt. Według numeru „Głosu Włókniarza” (gazety zakładowej ZPB „Frotex”) z 1987, wówczas była to „sucha fontanna”. Odłączono ją od dostępu do wody, ponieważ przeciekała.
11 października 1995 zrekonstruowany wizerunek orła powrócił na fontannę. 18 grudnia 1995 na jego głowy powróciła korona, odtworzona przez Lesława Nizinskiego. Fontanna ponownie otrzymała dostęp do wody w 1996, na swoje 300-lecie.

## Architektura
Obiekt został wzniesiony z piaskowca w stylu barokowym. Obramowanie basenu znajduje się na rzucie czteroliścia przenikającego się z kwadratem. Trzon fontanny wyobraża dwóch atlantów dźwigających muszlę, na której siedzi dwugłowy, austriacki orzeł z zamkniętą koroną. Korona ma wysokość pół metra i 45 cm obwodu, wykonana została z mosiądzu. Atlanci trzymają dwie tablice: pierwsza przedstawia herb Prudnika, druga zawiera napis, w tłumaczeniu na język polski:

To wspaniałe dzieło wznieśli burmistrz i pięciu wysoko postawionych mężów: burmistrz Abraham Tanner von Lowental, rajcy: Melchior Wiesner, Augustin Sturm, Friedrich Reichel, Balthasar Schober, Martin Thannheiser i notariusz Georg Ludwig Kolbe. Pod skrzydłami austriackiego orła niech żyje tutejszy lud, a wroga przebiegłość nie będzie mu straszna.

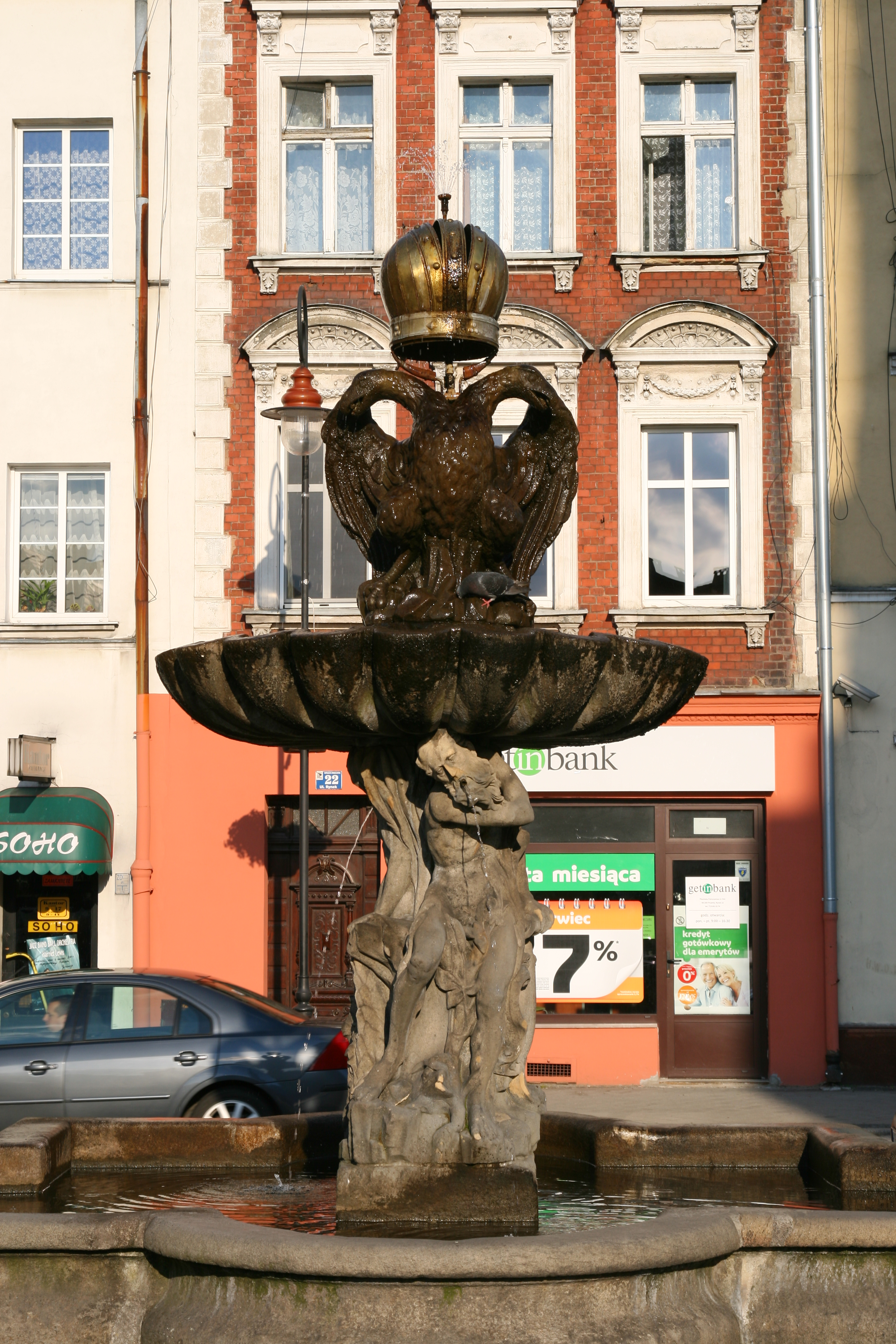
Trzon od strony zachodniej
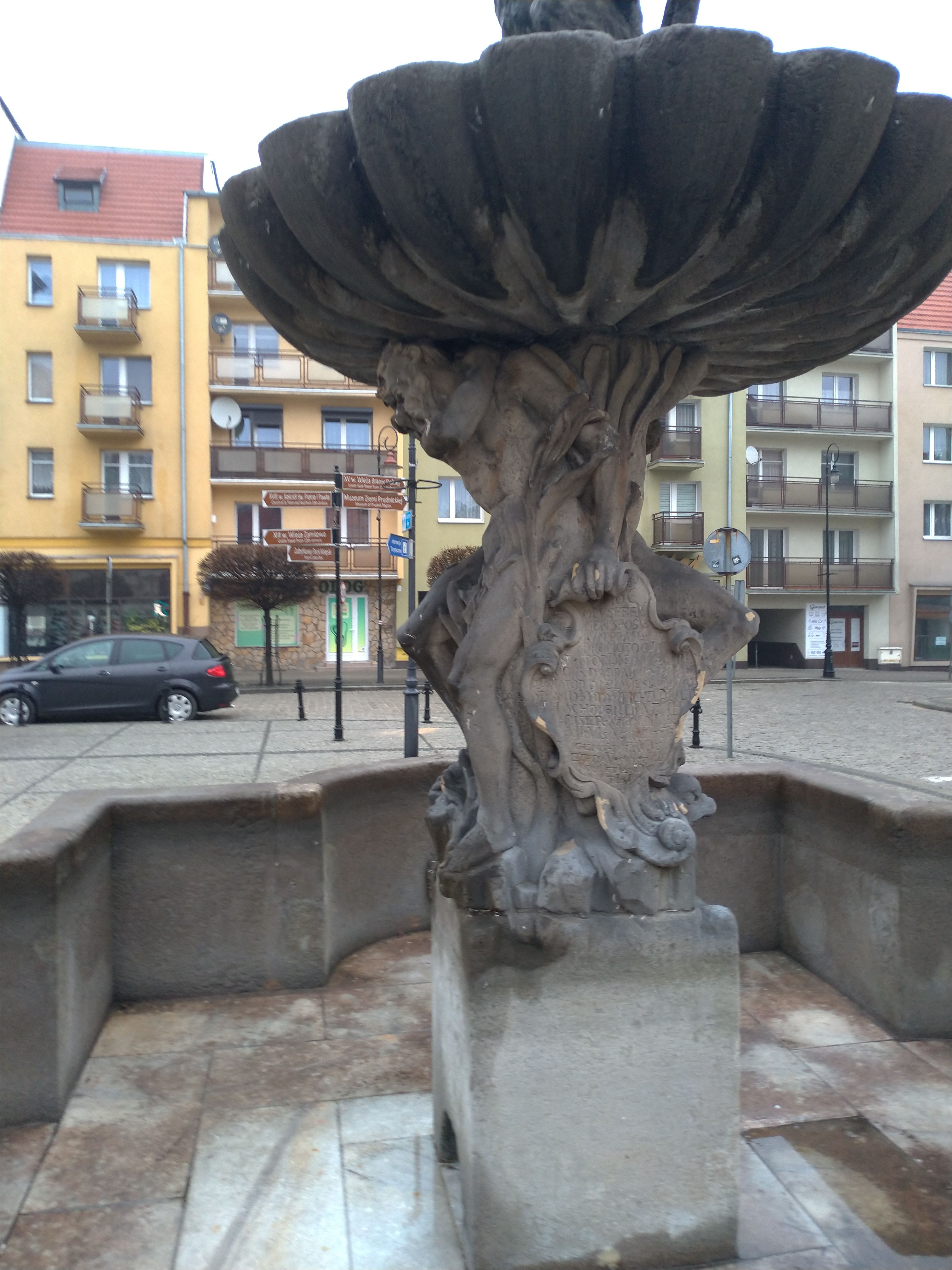
Tablica upamiętniająca fundatorów
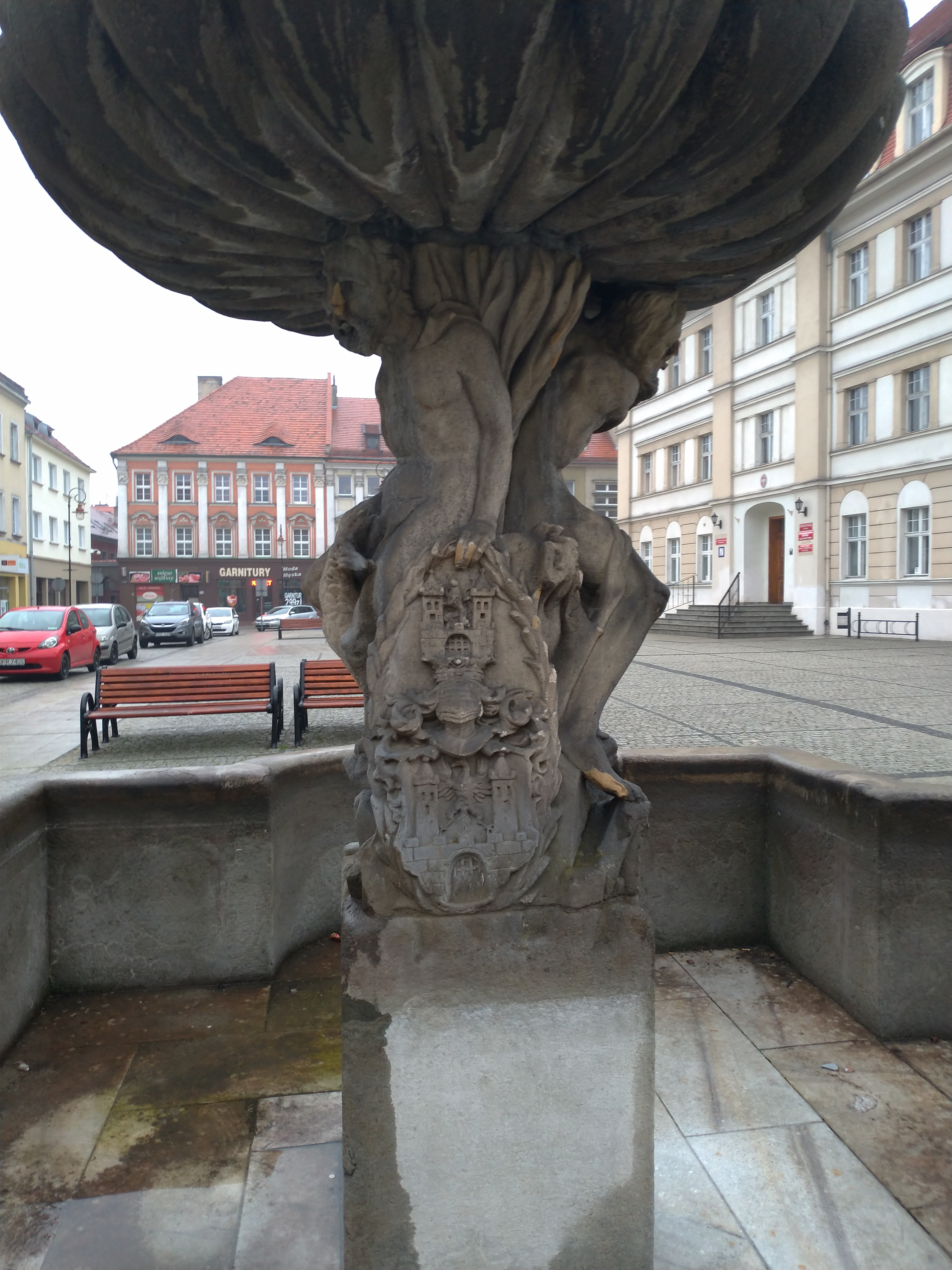
Tablica z herbem Prudnika
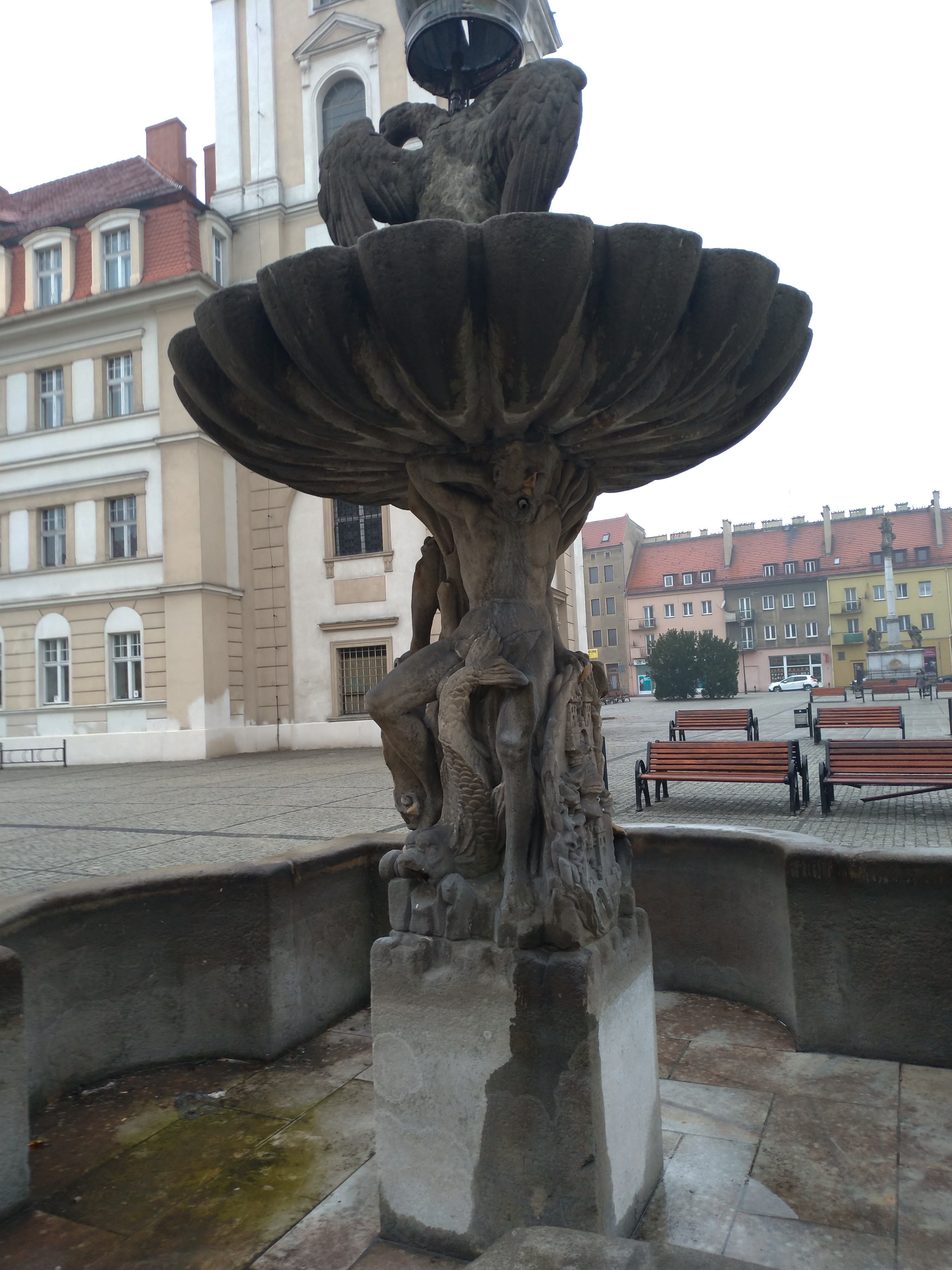
Atlanta od strony wschodniej